# Máire Ní Dhonnchadha Dhuibh
 (mai 2020).
Si vous disposez d'ouvrages ou d'articles de référence ou si vous connaissez des sites web de qualité traitant du thème abordé ici, merci de compléter l'article en donnant les références utiles à sa vérifiabilité et en les liant à la section « Notes et références ».
Máire Ní Dhonnchadha Dhuibh (vers 1702-1795?) est une poétesse irlandaise.

## Biographie
Máire Ní Dhonnchadha Dhuibh est née à Glenflesk dans le comté de Kerry vers 1702. Elle est la fille de Domhnall Ó Donnchadha et de sa femme Alice (née Ferriter). Elle descend des Uí Dhonnchadha an Ghleanna (O'Donoghue of the Glens). La branche de la famille s'est installée dans un endroit appelé Anees à Glenflesk et utilise le suffixe « Dubh ». Le poète Séafraidh Ó Donnchadha est son oncle, il est connu pour héberger des poètes et des scribes au château de Killaha près de Killarney.
Autour de 1718, elle épouse Domhnall Mór Ó Conaill (mort en 1770) et il est probable qu'elle supervise la construction de la maison de la famille, Derrynane House. Le couple a eu 22 enfants, quatre fils et huit filles ayant survécu à l'âge adulte. La plus célèbre est sa fille Eibhlín Dubh Ní Chonaill, elle aussi poétesse. La tradition orale mentionne sa fierté, sa détermination et son humour et conjecture dont hérite son petit-fils, Daniel O'Connell. Elle meurt probablement vers 1795.